# Germania Flugzeugwerke
Die Germania Flugzeugwerke GmbH war ein im Ersten Weltkrieg am Flughafen Leipzig-Mockau angesiedeltes Flugzeugbauunternehmen.

## Geschichte
Die Firma wurde 1912 von dem aus Bremerhaven stammenden John Rahtjen (1846–1920) und dessen Sohn John Frank Rahtjen (1876–1931) als Rahtjen & Co in Teltow bei Berlin gegründet. Beide waren damals Mitglieder der Schiffbautechnischen Gesellschaft. 1914 wurde das Unternehmen in Flugzeugwerke Rahtjen & Co Berlin-Schöneberg umbenannt. Als Chefkonstrukteur wurde Josef Egwin Leiber, der anfangs auch als Geschäftsführer fungierte, eingestellt. Er entwickelte einige Eigenentwürfe, die aber fast ausnahmslos Prototypen blieben. Am Flugplatz Johannisthal, wo Rahtjen sen. in der ersten Jahreshälfte 1914 am neuen Startplatz den Schuppen VIII der nach Schwerin umgezogenen Fokker-Werke übernahm, begann der Bau der Germania Taube, einer der Etrich Taube ähnlichen Konstruktion. Weiterhin wurde die Fliegerschule Direktor Rathjen betrieben, die drei Fluglehrer beschäftigte.
Im Dezember 1914 zog das Unternehmen nach Leipzig um und mietete sich am Flugplatz Mockau in anfangs drei Hallen der Luftschiffhafen- und Flugplatz A.G. (LEFAG) ein, zu denen im August 1915 weitere sieben hinzu kamen. Von Oktober 1915 bis 1918 wuchs die Größe der Hallen und die Produktionsfläche durch schrittweisen An- und Ausbau auf das Doppelte an. Ab Oktober 1916 begann bei Germania die Serien-Lizenzproduktion der Rumpler C.I und zwei weitere Hallen, eine Azetylen-Anlage sowie ein militärischer Flugstützpunkt wurden errichtet. Im Dezember des Jahres wurde der Betrieb unter die Bauaufsicht des Militärs gestellt. Als im weiteren Kriegsverlauf die Versorgungslage mit Lebensmitteln immer prekärer wurde, wurde im Juni 1917 eine Kriegsküche errichtet und auf dem Werksgelände Gemüse für die Belegschaft angebaut. Weiterhin entstanden 1917 eine Rumpftischlerei, eine Schlosserei, ein Verwaltungsgebäude sowie weitere Flugzeughallen. Zwischen den sich gegenüberliegenden Werkshallen wurden Verladegleise gelegt, zu denen im Februar 1918 noch eine Verladehalle kam. Bedingt durch die Massenproduktion wuchs die Belegschaft der Germania GmbH innerhalb von zwei Jahren von 78 Arbeitern und Angestellten im Januar 1916 auf 780 im Januar 1918 an. Mit dem Umzug nach Leipzig wurde auch weiterhin die Ausbildung zum Flugzeugführer beworben.
Von 1916 bis 1918 wurden etwa 800 Flugzeuge des Typs C.I für die Deutschen Luftstreitkräfte in Lizenz produziert. Etwa 300 Rumpler-Flugzeuge der Typen C.III und C.IV wurden vom Herbst 1917 bis zum Kriegsende instand gesetzt. Die Germania Flugzeugwerke unterhielten wie schon in Johannisthal ab 1915 eine eigene Flugschule, um zeitweise bis zu 60 Piloten an den eigenen produzierten Flugzeugen auszubilden. Für diese wurden noch im August 1918 zwei Doppelhallen mit je 54 m Länge errichtet; die geplanten Unterkünfte für die Flugschüler wurden aufgrund des Waffenstillstands nicht mehr verwirklicht.
1918 hielt die Firma mehrere Patente und war außerordentliches Mitglied des mehrfach umbenannten Verbandes der Wissenschaftlichen Gesellschaft für Luftfahrt, deren Ehrenvorsitzender 1920 Prinz Heinrich von Preußen und einer der Vorsitzenden der Geheime Regierungsrat Henry Theodore von Böttinger waren.
Nach dem Kriegsende musste mit dem Inkrafttreten des Versailler Vertrags der Flugzeugbau eingestellt werden. Zum Ende 1918 wurden die Germania Flugzeugwerke in Mitteldeutsche Möbelfabrik GmbH und Werkstätten für Mechanik GmbH umbenannt und aufgeteilt. Dementsprechend wurde die Produktion auf Möbel und landwirtschaftliche Maschinen umgestellt. Parallel versuchte die Germania mit ihren demilitarisierten Flugzeugen durch die Beteiligung an Flugtagen einen zivilen Flugverkehr zu etablieren, was aber durch die Bestimmungen des Versailler Vertrags vereitelt wurde. 1919 waren folgende Typen vom Reichsluftamt noch nicht mit einer Zulassung für die Zivilluftfahrt versehen: DFW C V, Ru. C I a, Germania C IV. Es waren 17 Flugzeuge der Germania Flugzeugwerke beim Reichsluftamt zugelassen. Anfang 1921 wurde der Chefkonstrukteur Egwin Leiber nach Meinungsverschiedenheiten mit dem amtierenden Geschäftsführer Richard Pemetzrieder fristlos entlassen. Am 16. Dezember 1921 wurde die GmbH aufgelöst und das Unternehmen bis 1922 liquidiert. Am 24. August 1925 erfolgte schließlich die Löschung.
Der Geschäftsführer John Frank Rahtjen war ebenfalls 1922 ausgeschieden und wurde Lackfabrikant mit Hauptwohnsitz in Hamburg. Er erwarb kurz zuvor das Gut Haus Griffgenstein bei Massin im ostbrandenburgischen Landkreis Landsberg (Warthe), deren Vorbesitzer der nobilitierte Sanitätsrat und Buchautor Wilhelm Brügelmann von Griffgenstein war. Der Besitz war vor der großen Wirtschaftskrise 1929/1930 etwa noch 87 ha groß. Das Gut war als Erbe für die Tochter Ursula (1915–1987) vorgesehen, Rahtjen war geschieden von seiner Ehefrau Dorothea Dahlmann (1891–1934), wieder verheiratet mit dem Gutsbesitzer Wolfram von Görne-Vessin. Die weiteren wirtschaftlichen Entwicklungen nach dem Tod von Rahtjen jun. 1931 gingen so weit, dass seine eigene Firma in Altona 1932 den Konkurs anmeldete. Er selbst hatte noch 1927 ein Patent international bestätigt bekommen sowie ein Weiteres posthum 1944, gemeinsam mit Alfons Friedrich Manfred Ragg, in Form einer Nachbestätigung. Die Nachfahren lebten in Hamburg-Altona. Ursula Rahtjen heiratete den späteren Oberst i. G. Horst Pretzell (1908–1969).

## Flugzeugtypen
- Germania Taube: Eindecker aus dem Jahr 1912 mit einem 50-PS-Vierzylindermotor von Argus und Rumpf in von Egwin Leiber entwickelter Holzbandröhrenbauweise; zwei weitere mit 100-PS-Sechszylindermotor von Argus wurden 1914 gebaut und an die Heeresverwaltung und die Marine geliefert
- B I: Schuldoppeldecker von 1915, ein Exemplar gebaut
- C I: zweistieliger Doppeldecker mit Maybach-Motor (260 PS), ein Prototyp gebaut
- C II: zweistieliger Doppeldecker von 1918 mit Sechszylinder-Argus-Antrieb (180 PS), ein Exemplar gebaut
- C III: zweistieliger Doppeldecker mit 180-PS-Argus, ein Stück gebaut
- C IV: Schuldoppeldecker, Antrieb ein Argus mit 180 PS, ein Stück gebaut
- JM: einstieliger, einsitziger Doppeldecker ähnlich dem Roland Walfisch, Prototyp
- DB: vergrößerte und als Doppelsitzer ausgelegte JM von 1915, angetrieben von einem 180-PS-Argus, auch als Germania Typ D bezeichnet
- KDD: Kampfdoppeldecker von 1916, ein Stück gebaut

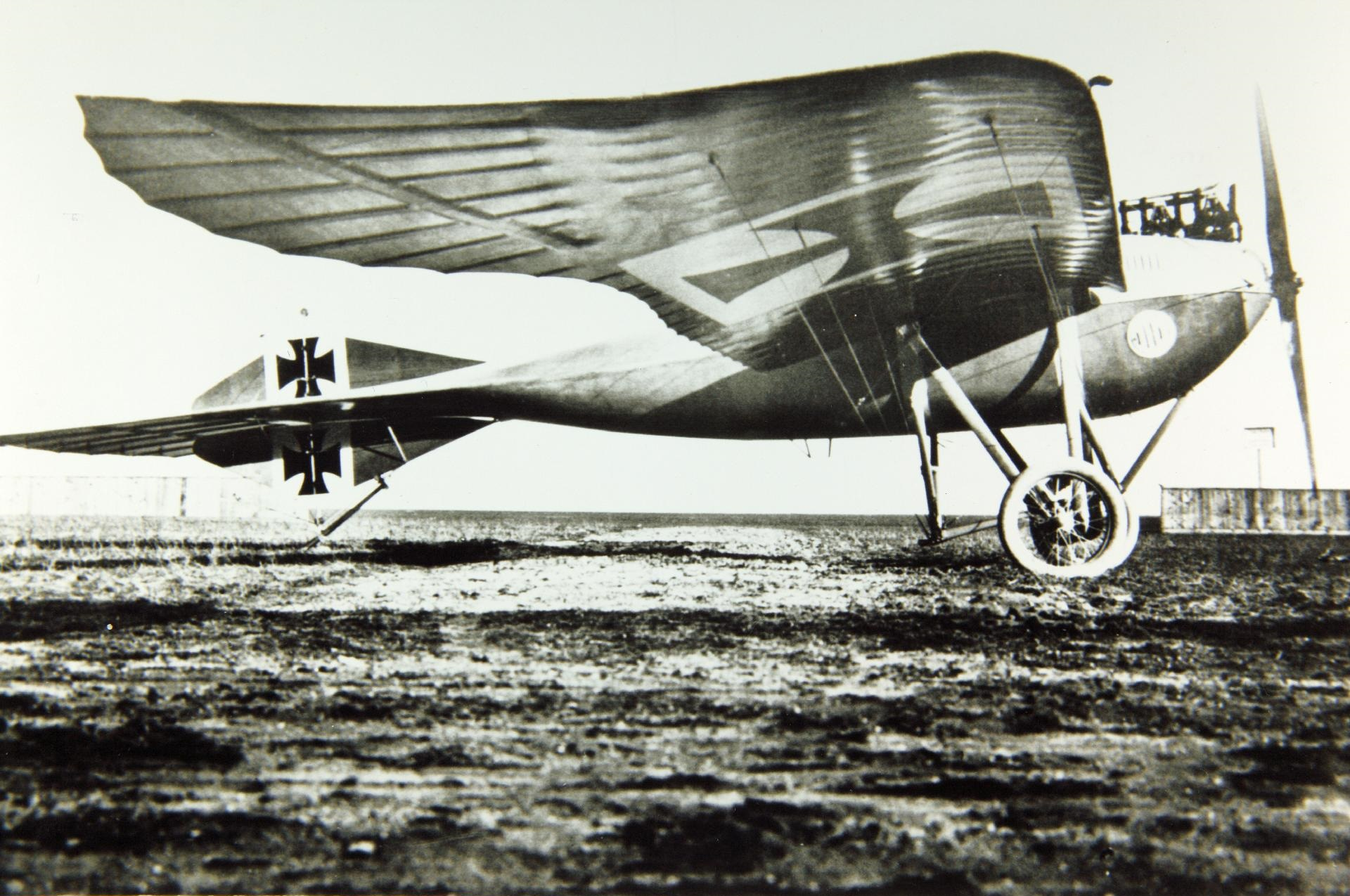
Germania Taube
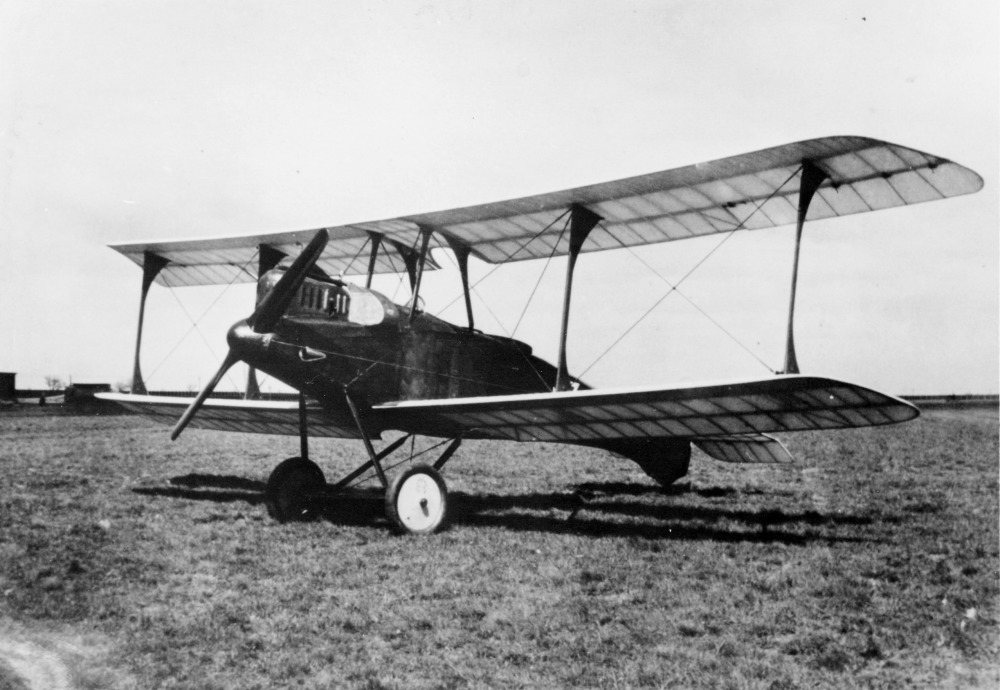
Germania C I
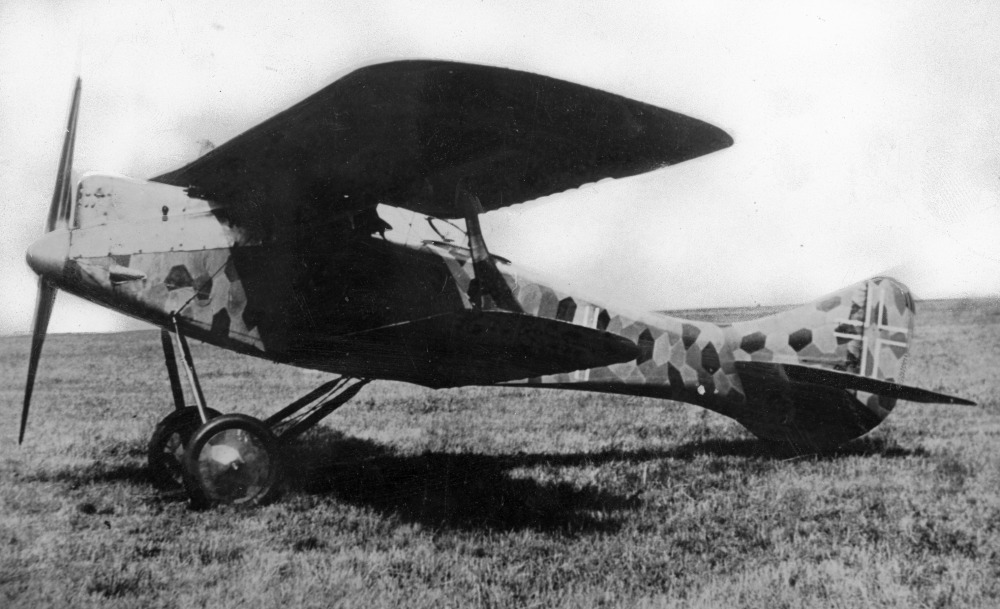
Germania C II
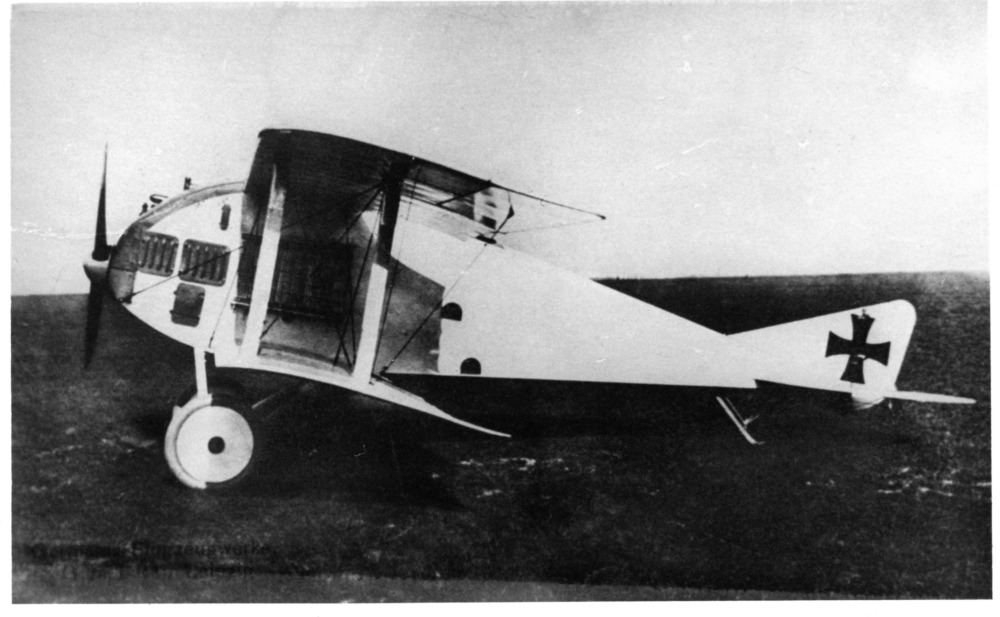
Germania JM
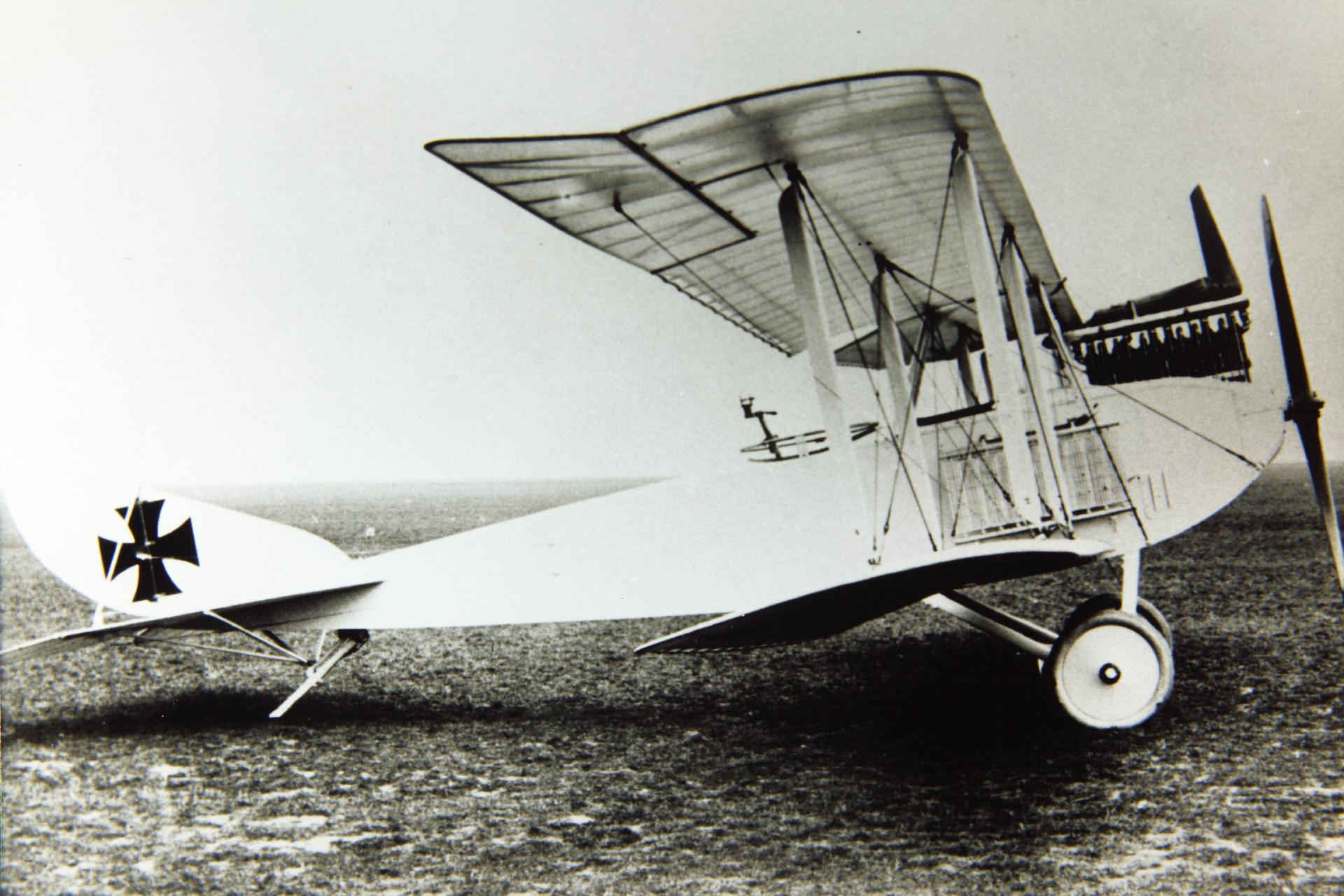
Germania KDD